# Ерзурумська битва
Ерзурумська битва (рос. Эрзурумское сражение, тур. Erzurum Muharebesi) — зимова наступальна операція російських військ Кавказької армії на Кавказькому театрі воєнних дій у роки Першої світової війни. У результаті успішного проведення наступу росіяни завдали поразки 3-ій османській армії та опанували стратегічно важливе місто Ерзурум, відкривши можливість виходу на оперативний простір вглиб Османської імперії.

## Зміст

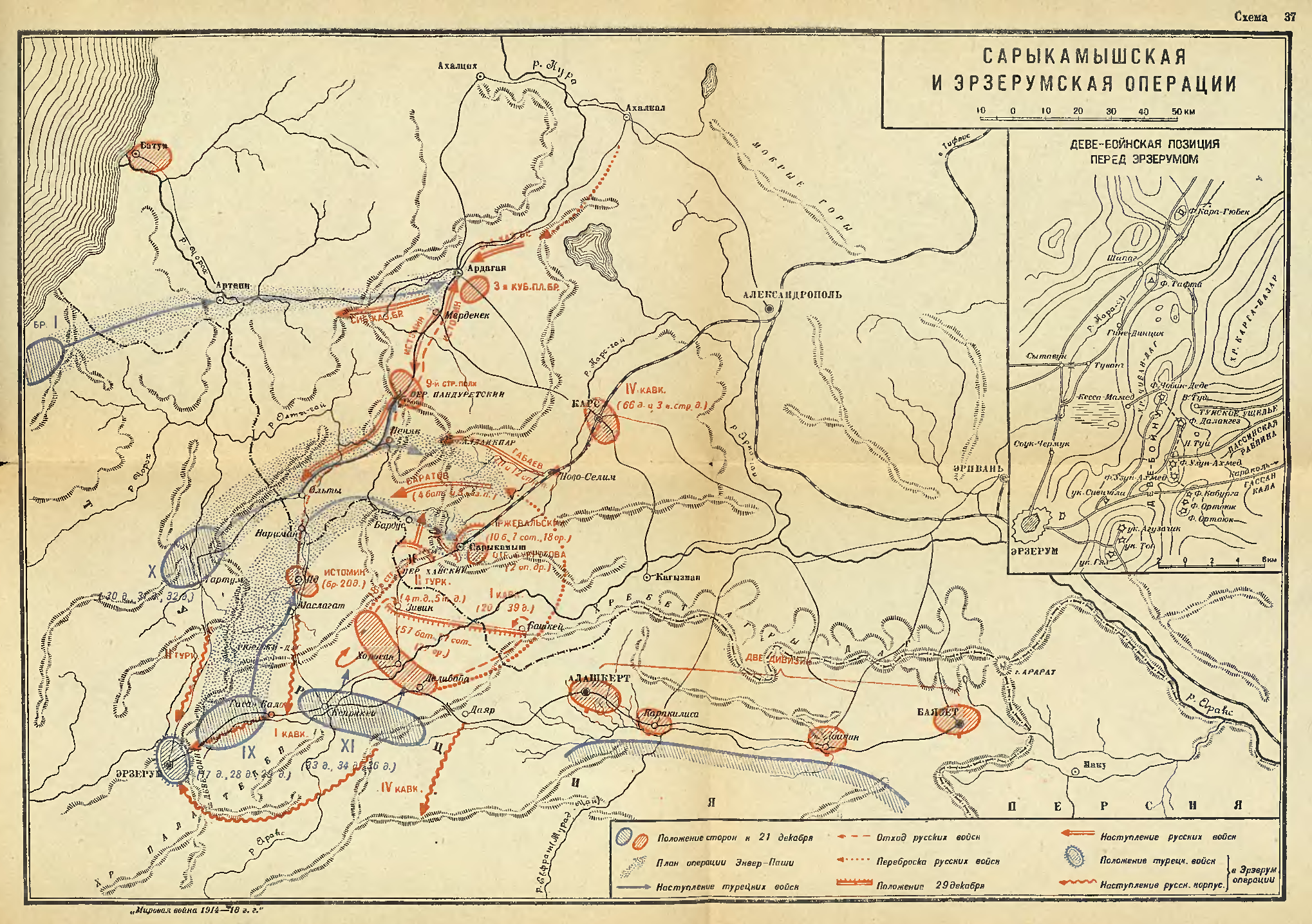
Сарикамиська та Ерзурумська битви

До січня 1916 року на Кавказькому фронті склалася небезпечна ситуація. Кавказький фронт був ослаблений, так як Ставка Верховного головнокомандувача вважала його другорядним. На початку січня 1916 року останні частини союзників Росії, зазнавши поразки в районі Дарданелл, залишили плацдарм. Дарданельська операція завершилася перемогою турків над британсько-французьким експедиційним корпусом. У результаті цього у турків вивільнилися великі сили, які ті мали намір використовувати проти російських військ на Кавказькому фронті, щоб переламати ситуацію на свою користь.
Оцінивши обставини, командувач Кавказької армії генерал Юденич вирішив не чекати весни, а, випередивши противника, перейти в наступ, попри початок зими, 30-ти градусні морози та снігопад. Підготовка відбувалася в умовах секретності. Були заготовлені тепле обмундирування, валянки, білі маскувальні халати й такі ж чохли на шапки, світлозахисні окуляри, дрова.
Виходячи із задуму наступальної операції війська Кавказької армії (близько 103 тис. осіб, 338 гармат) мали завдання розгромити головні сили 3-ї османської армії (близько 60 тис. осіб, 122 гармат) до підходу до неї підкріплень, які перекидалися з району Галліполі після провалу Дарданельської операції, і захопити фортецю Ерзурум.
28 грудня 1915 (10 січня 1916) 2-й Туркестанський корпус перейшов у наступ на ольтинскому напрямку проти 10-го турецького корпусу, а 30 грудня (12 січня) почався наступ 1-го Кавказького корпусу і ударної армійської групи на сарикамиському напрямку проти 11-го і 9-го турецьких корпусів. Незважаючи на важкі умови наступу у високогірному районі при снігових заметах, сильному вітрі і 30-градусному морозі, російські війська до кінця 1 (14) січня прорвали турецький фронт у районі Кепрікей і в ніч на 4 (17) січня турецькі війська під загрозою оточення почали безладний відхід.
8 (21) січня російські війська підійшли до зовнішніх укріплень фортеці Ерзурум. 30 січня (12 лютого) почали штурм фортеці, а 3 (16) лютого оволоділи нею. Було захоплено понад 8 тис. полонених і 315 гармат. Переслідування турецьких військ тривало до 18 лютого (2 березня), коли лінія фронту стабілізувалася в 70-100 км на захід від Ерзурума.
Загальна глибина наступальної операції склала понад 150 км. Турецькі війська втратили близько 35 000 осіб (у тому числі 13 тис. полоненими), російські війська — 21 000 убитими, пораненими й обмороженими.